# ماورو فورميكا
ماورو فورميكا مواليد 4 أبريل 1988 في روساريو، هو لاعب كرة قدم أرجنتيني يلعب مع نيولز أولد بويز كلاعب وسط. مثّل منتخب الأرجنتين لكرة القدم فئة الشباب.

## المسيرة الاحترافية

### أندية لعب لها
- نيولز أولد بويز
- بلاكبيرن روفرز
- كروز آزول

## روابط خارجية
- ماورو فورميكا على موقع الاتحاد الدولي (مؤرشف)  (الإنجليزية)
- ماورو فورميكا على موقع قاعدة بيانات كرة القدم.إي يو (الإنجليزية)
- ماورو فورميكا على موقع ليكيب (الفرنسية)
- ماورو فورميكا على موقع ناشيونال فوتبول تيمز (الإنجليزية)
- ماورو فورميكا على موقع Soccerbase.com (لاعب) (الإنجليزية)
- ماورو فورميكا على موقع Soccerway.com (الإنجليزية)
- ماورو فورميكا على موقع عالم كرة القدم.نت (الإنجليزية)
- ماورو فورميكا على موقع AS.com (الإسبانية)